# بخش رغیوه
بخش رغیوه، یکی از بخش‌های بسیار مهم شهرستان هفتکل در استان خوزستان ایران است. مرکز این بخش، شهر رغیوه است.

## تقسیمات کشوری
- بخش رغیوه
  - دهستان رغیوه
  - دهستان گزین

شهر: رغیوه

## جمعیت
بر پایه سرشماری عمومی نفوس و مسکن در سال ۱۳۹۵، جمعیت بخش رغیوه برابر با ۴٬۸۷۴ نفر بوده‌است.